# Phasia nasuta
Phasia nasuta là một loài ruồi trong họ Tachinidae.